# 聖母子と大天使聖ミカエル、聖アンデレ
『聖母子と大天使聖ミカエル、聖アンデレ』（伊: Madonna col Bambino tra i santi Michele Arcangelo e Andrea, 英: Madonna and Child with Michael the Archangel and St Andrew）は、イタリア、ルネサンス期のヴェネツィア派の画家チーマ・ダ・コネリアーノが1505年頃に制作した絵画である。油彩。チーマがパルマの教会と修道院のために制作した3点の祭壇画の1つで、パルマの市壁の外にあったアヌンツィアータ教会のために制作された。現在はパルマのパルマ国立美術館に所蔵されている。

## 作品
聖母マリアは古代神殿跡に座り、幼児キリストを壁に座らせている。画面左には赤い甲冑で身を包み、右手に槍を、左手に天秤を持った若々しい姿の大天使ミカエルが立っている。遠景には緑の豊富な丘陵と城壁で囲まれた都市が見える。画面右には12使徒の1人で、悲しみに満ちた表情で十字架を持っているアンデレの姿がある。画面右の廃墟と化した建築物は画面左の風景に対して際立っている。キリストのすぐ横の壁はレリーフ彫刻が施されており、聖母の足元の大きな石材はところどころひび割れるか欠けている。また神殿の小さな破片が地面に散らばっており、その中に1片のカルトゥーシュが落ちている。神殿跡の壁面や円柱は貴重な大理石が使用されており、特に大理石パネルをはめ込んだ壁面装飾は1480年代に建設されたヴェネツィアのサンタ・マリア・デイ・ミラーコリ教会のそれに似ている。
構図は非常に独創的であり、従来ならば正面を向く聖母子像は斜めの視点に配置されている。大天使ミカエルの後方の風景は画家の故郷であるコネリアーノの風景である。
パルマの顧客のために制作された最初の作品で、一般的には1505年から1507年頃の作品とされているが、美術史家ピーター・ハンフリー（Peter Humfrey）の注意深い研究に従うならば、1498年から1500年頃まで遡る可能性がある。しかし主にヴェネト地方で活動したチーマがエミリア地方のパルマと接触した状況は不明瞭である。この点についてハンフリーは1499年以来トレヴィーゾの司教であり芸術のパトロンであったパルマの貴族ベルナルド・デ・ロッシが両者を結び付けた可能性を指摘した。より説得力があるハンフリーの別の説では、人文主義者であり、チーマの礼賛者アルベルト3世・ピオ・ダ・カルピがその役割を果たした。この人物は15世紀末にエステンセ美術館所蔵のチーマの『キリストの哀悼』（Compianto sul Cristo morto）を所有しており、フランシスコ会を通じてパルマと緊密に結びついていた。

## 来歴
パルマ公国建国の翌年の1546年、初代パルマ公爵ピエール・ルイージ・ファルネーゼの命令で市壁の外の建築物の取り壊しが命じられた。これにより祭壇画が安置されていた教会も取り壊された。初めて記録されたのはマレザッピ神父（Malezappi）がフランチェスコ・フランチャに帰属した1580年である。1706年にサンビターレ伯爵に売却されたときはレオナルド・ダ・ヴィンチに帰属されていた。1834年にパルマ国立美術館に購入されたのちにチーマに帰属された。

## ギャラリー

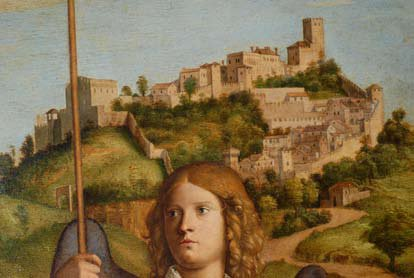
大天使ミカエルと背後の背景
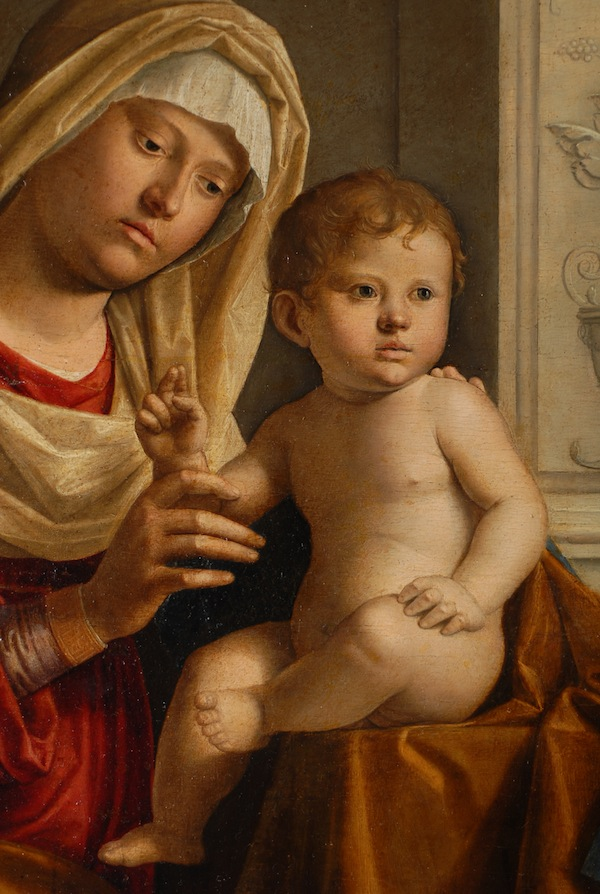
聖母マリアと幼児キリスト